# Дельта Юкона (национальный резерват дикой природы)
Дельта Юкона (англ. Yukon Delta National Wildlife Refuge) — национальный резерват дикой природы на территории штата Аляска, США.
Резерват был образован 2 декабря 1980 года на месте впадения рек Кускокуим и Юкон в Берингово море, прибрежной акватории и ближайших островов, крупнейшие из них — Нельсон и Нунивак. Контролирует территорию Служба охраны рыбных ресурсов и диких животных США.
Площадь Дельты Юкона — 77,5 тыс. км², что лишь на около 500 км² меньше крупнейшего национального резервата страны — Национального Арктического заповедника, расположенного на северо-востоке штата. Штаб расположен в Бетеле.
Большинство территории резервата — заболоченная тундра, со множеством небольших озёр и рек. Прибрежная полоса затапливается солёными водами приливов. Тем не менее животный мир достаточно богат. В водах встречаются моржи, тюлени, морские свиньи, киты. Также в резервате одна из крупнейших в мире концентрация гнездовий птиц. Ежегодно для размножения сюда прилетают более миллиона уток и около полумиллиона гусей и казарок. Обитают в Дельте Юкона и другие виды птиц: гагары, журавли, поганки и даже лебеди. Кроме того, наблюдается и миграция карибу.
В резервате более 30 населённых пунктов, где проживают эскимосы-юпики. Несмотря на охраняемость территории, им разрешено вести натуральное хозяйство и охотиться традиционными средствами.